# Dellaure
Dellaure är en sjö i Arjeplogs kommun i Lappland och ingår i Skellefteälvens huvudavrinningsområde. Sjön har en area på 1,22 kvadratkilometer och ligger 430 meter över havet. Sjön avvattnas av vattendraget Radnejaurälven.

## Delavrinningsområde
Dellaure ingår i det delavrinningsområde (732742-160356) som SMHI kallar för Utloppet av Dellaure. Medelhöjden är 437 meter över havet och ytan är 5,69 kvadratkilometer. Räknas de 7 avrinningsområdena uppströms in blir den ackumulerade arean 108,37 kvadratkilometer. Radnejaurälven som avvattnar avrinningsområdet har biflödesordning 2, vilket innebär att vattnet flödar genom totalt 2 vattendrag innan det når havet efter 277 kilometer. Avrinningsområdet består mestadels av skog (68 procent). Avrinningsområdet har 1,21 kvadratkilometer vattenytor vilket ger det en sjöprocent på 21,3 procent.